# Frances Karttunen
Frances Karttunen, född 1942, är en amerikansk lingvist och historiker.

## Bakgrund
Karttunen har också publicerat vetenskapliga texter under namnet Frances Ruley Karttunen. Hon kan tala finska, spanska och nahuatl.
År 1968 tog Karttunen sin magisterexamen i språkvetenskap på Indiana University. År 1970 disputerade hon för doktorsgraden vid samma universitet språkvetenskapen..

## Karriär och forskning
Karttunens forskningsintressen inkluderar bl.a. kontaktlingvistik, icke-indoeuropeiska språk, deskriptiv lingvistik och språkinlärning. Hon har forskat i mesoamerikanska språk, speciellt nahuatl. Hon har skrivit många böcker om språket bl.a.: Nahuatl in the Middle Years: Language Contact Phenomena in Texts of the Colonial Period (1975 med James Lockhart), An Analytical Dictionary of Nahuatl (1983) och Between Worlds: Interpreters, Guides, and Survivors (1994, med Paul Robeson). Karttunen har också skrivit fyra böcker om Nantucket och dess invånare.
Karttunen har också varit en medarbetare i en podcast Nuestra Familia Unida.
Karttunen pensionerade som seniorforskare år 2000 från University of Texas at Austin där hon gjorde största delen av sin karriär.